# Cirque d'Anglade
Le cirque d'Anglade est un cirque naturel  des Pyrénées ariégeoises, situé dans le Haut-Salat en amont du hameau de Salau sur la commune de Couflens.

## Géographie

### Topographie

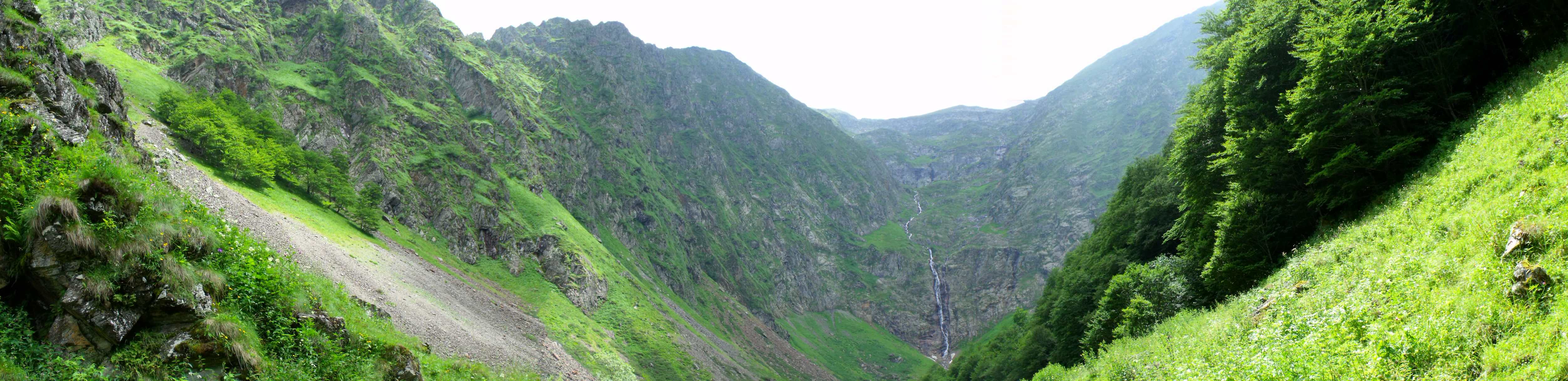
Panorama sur le cirque d'Anglade.

À une altitude de 1 499 m, profond et étroit, le cirque d'Anglade se différencie des cirques pyrénéens d'origine glaciaire, généralement plus larges.

### Géologie
Aux abords du cirque, un important gisement de tungstène sous forme de scheelite a été découvert en 1959. Il s'étend sur près de 500 mètres de longueur entre 1 300 et 1 600 m d'altitude. Le filon a été exploité à partir d'avril 1971 jusqu'en 1986, à raison de 60 000 à 75 000 t/an de tout venant à 1,30 % de WO3 et 15 000 t de tungstène pour la durée totale de l'exploitation. Le minerai contenait parfois du mispickel, de la blende, du bismuth et de l'or.
Le tungstène provenant du site d'Anglade aura été, à ce jour, le plus grand gisement de ce type exploité en France. L'exploitation a eu un certain impact sur le paysage et le biotope. Accolé au cirque se trouve une zone de déblais composée de granite issus du creusement des galeries d'exploitation et, plus en aval, sous l'ancien carreau de la mine, un terril contient le rejet de milliers de tonnes de stériles rouges polluants issues du traitement du minerai. Aux abords du terril, des espaces humides non végétalisés provoquent un effondrement sous forme de ravine et le ruissellement de résidus jusqu'au ruisseau des Cougnets. Le système hydrologique, karstique, fait que le cours d'eau passe sous le terril. En 1974, des infiltrations de boues rouges dans l'aquifère ont entraîné la dégradation de la qualité des eaux et la destruction de toute la biocénose dans le secteur[réf. nécessaire]. Malgré les travaux de réhabilitation, d'autres infiltrations ont été constatées, lors de fortes précipitations notamment. Cependant, les mesures de la DRIRE sur le ruisseau, après la fermeture de la mine, n'ont jamais relevé d'anormalités sur la qualité des eaux, même si celle-ci indique en 2001 qu'en l'absence d'aménagements pérennes et constants, un risque de pollution majeure demeure lors de grandes crues[réf. nécessaire].

### Hydrographie
Le cirque d'Anglade alimente le ruisseau des Cougnets, l'une des neuf-fontaines de Salau, affluents du Salat. En amont la cascade, très abondante, s'infiltre littéralement dans une excavation sous le plancher du cirque, vers un aquifère calcaire karstifié dit du Caradoc situé sous le terril de la mine d'Anglade, jusqu'à une résurgence plus en aval sur le versant opposé (nord-ouest) du pic de la Fourque, pour finalement rejoindre le Salat à Salau.

### Faune et flore

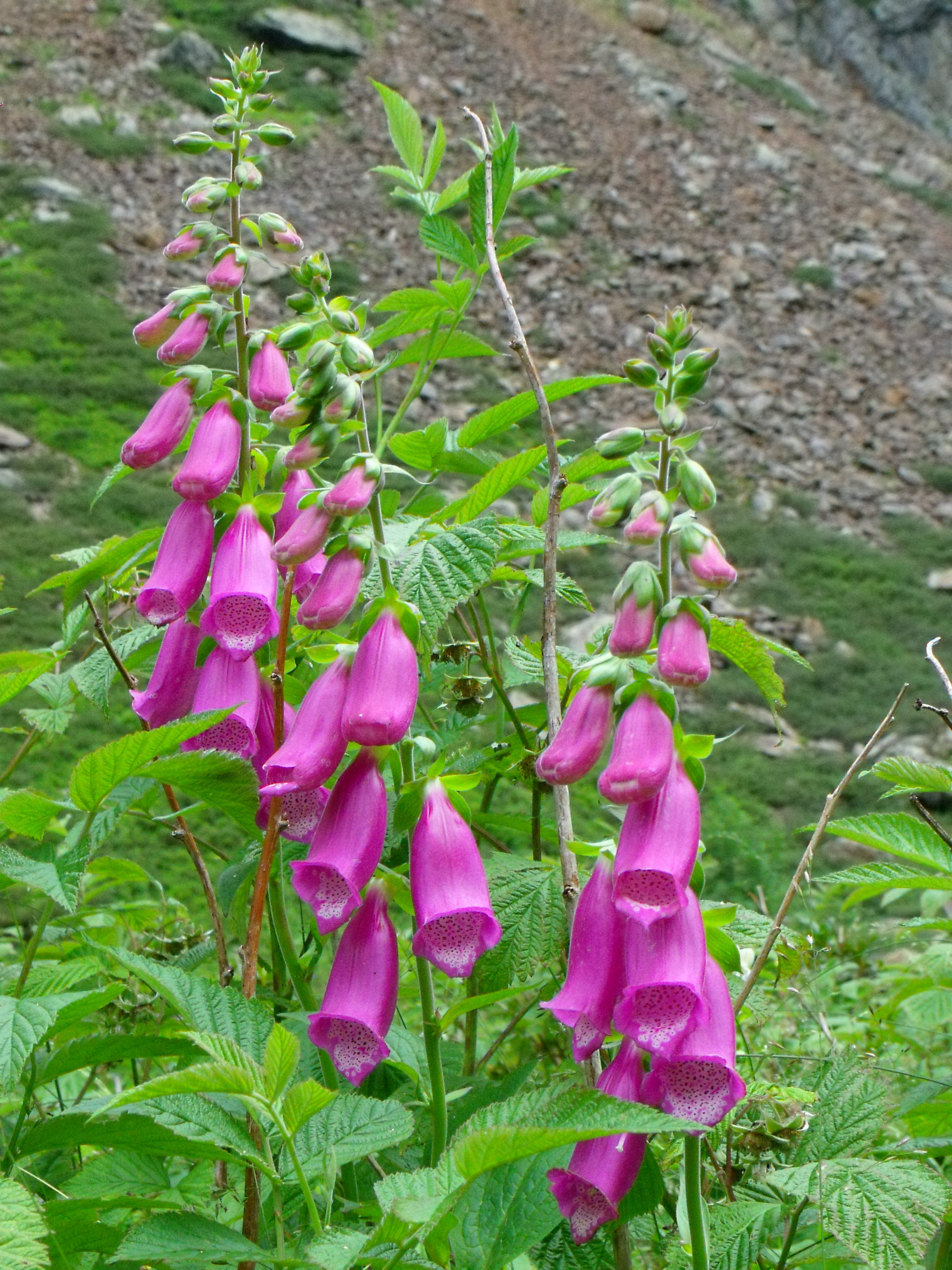
Fleur de digitale pourpre.

On y trouve une biocénose typique des hautes montagnes pyrénéennes : érythrones dent de chien, hellébore fétide, digitale pourpre, gentiane jaune, serpolet, lamier pourpre, etc. Il n'est pas rare aussi d'apercevoir l'hiver de nombreux groupes d'isards.

## Histoire
Au XXe siècle, les villageois venaient s'y approvisionner en glace, des névés étant présents en contrebas du cirque une longue partie de l'année.
Le 6 novembre 1982, des pluies exceptionnelles gonflent les eaux du Cougnets. Dans le cirque d'Anglade, l’exutoire où les eaux du torrent s'infiltrent pour devenir souterraines se bouche. Le cirque se remplit alors, jusqu’à déborder, emportant une partie des déblais de la mine, inondant la vallée puis transformant le débit du Salat en une crue dévastatrice pour le hameau de Salau et toute la vallée du haut-Salat.

## Activités

### Tourisme
Accessible via les anciennes mines d'Anglade, sa position géographique fait qu'il est assez éloigné des circuits de randonnée classique et relativement peu fréquenté. D’après l'étude d'impact de 2011, il est déconseillé de pique-niquer et de ramasser des plantes et baies sur le site des résidus miniers, contenant des métaux lourds (amiante, arsenic) ; des panneaux indicatifs ont été récemment posés sur les lieux concernés.

### Protection environnementale
Intégré au sein du parc naturel régional des Pyrénées ariégeoises, le cirque d'Anglade est aussi classé zone naturelle d'intérêt écologique, faunistique et floristique (ZNIEFF) type I (bois de Mail et d'Anglade) et II (massif du pic de Certescans).